# Sturmtruppen II
Série
Le Bataillon en folie
(1976)
Pour plus de détails, voir Fiche technique et Distribution.
Sturmtruppen II (Sturmtruppen 2 - Tutti al fronte) est une comédie à l'italienne sortie en 1982, réalisée par Salvatore Samperi. C'est la suite de Le Bataillon en folie de 1976.

## Synopsis
Le scénario présente un groupe de désaxés (un voleur raté, deux frères qui imitent Laurel et Hardy, un fils à sa maman, un sergent sans pitié, un fasciste, un général homosexuel et d'autres) qui, ne sachant que faire, s'enrôlent dans une improbable armée italo-allemande contre un ennemi non identifié. Ces « héros » font toutes sortes de choses dans cette guerre absurde.

## Fiche technique
- Titre : Sturmtruppen II
- Titre original : Sturmtruppen 2 - Tutti al fronte
- Genres : comédie à l'italienne, film de guerre
- Réalisation : Salvatore Samperi
- Scénario : Bonvi, Giancarlo Governi, d'après la bande dessinée de Bonvi du même titre
- Musique : Umberto Smaila
- Photographie : Romano Albani
- Montage : Sergio Montanari
- Format d'image : 1,85:1
- Pays :  Italie
- Année de sortie : 1982

## Distribution
- Massimo Boldi : Cicciobello Pannolone
- Teo Teocoli : Aurelio
- Felice Andreasi : sergent
- Bonvi : capitaine
- Giorgio Ariani : Eine
- Franco Oppini : Zwei
- Francesco Salvi : Francesco
- Giorgio Porcaro : recrue tyrolienne
- Sergio Di Pinto : cuisinier, recrue homosexuelle
- Serena Grandi : soldat féminin
- Enzo Cannavale : Galeazzo Musolesi (l'observateur allié)
- Bombolo : soldat poète
- Diego Cappuccio : recrue
- Leo Gullotta : général Luddendorf
- Giancarlo Magalli : Siegfried von Nibelunghen
- Fernando Cerulli : général Franz
- Claudio Boldi : mère de Cicciobello Pannolone
- Francesco Anniballi : factotum